# Jericho Ridge
Jericho Ridge és una pel·lícula de thriller de supervivència britànica del 2023 escrita i dirigida per Will Gilbey (en el seu debut com a director). És protagonitzada per Nikki Amuka-Bird al costat de Michael Socha, Zack Morris i Solly McLeod. Ha estat subtitulada la català.

## Argument
Atrapat sense suport, un policia d'un petit poble troba la seva oficina de xèriff sent l'objectiu d'un càrtel de drogues al nord de l'estat de Washington.
- Nikki Amuka-Bird com a Tabby Temple
- Olivia Chenery com Dakota
- Philipp Christopher com a Carter
- Solly McLeod com a jutge adjunt de Walter
- Zachary Hart com a Arnie Boo
- Aidan Kelly com a Tap Shannon
- Simon Kunz com el xèrif Eddie Reynolds
- Zack Morris com a Monty Temple
- Michael Socha com a Earl Macready
- T majúscula com a Kreshnik
- Alex Tate com a Bob Peck
- Pippa Winslow com a Pam De Luca

## Producció
Marcant el debut com a director de Will Gilbey, el projecte es va anunciar com a inici de la fotografia principal el març de 2022 amb com a protagonista Nikki Amuka-Bird. La producció va ser a càrrec de Silver Lining Productions i DLNQNT amb Alex Tate i Harvey Ascott productors amb Besnik Krapi i Mark O'Sullivan i Richard Caleel productors executius.
La producció va ser a càrrec de Silver Lining Productions i DLNQNT amb Alex Tate i Harvey Ascott com a productors i Besnik Krapi i Mark O'Sullivan i Richard Caleel com a productors executius. S'havia previst que el rodatge tingués lloc al Canadà el març del 2020, però es va retardar per la pandèmia de la COVID-19. Finalment, el rodatge de nou setmanes es va dur a terme a Pristina i als voltants, Kosovo i el Parc Nacional de Šara. El març de 2022, es va confirmar que era el primer paper de l'actor anglès Zack Morris.

## Estrena
Brilliant Pictures va aconseguir els drets de vendes mundials quan el rodatge es va acabar el maig de 2022.
La pel·lícula fou estrenada al Galway Film Fleadh el 14 de juliol de 2023.
Inicialment estava disponible per veure'l a finals de 2023 a la plataforma de transmissió BET+ als Estats Units.
Al Regne Unit es va estrenar al cinema el 25 d'abril de 2024 abans d'aterrar a les plataformes de transmissió el 29 d'abril de 2024.

## Recepció
Leslie Felperin de The Guardian va atorgar a la pel·lícula tres estrelles de cinc, i va escriure que "Jericho Ridge no té res especialment profund a dir, però és una targeta de visita impressionant i, amb l'esperança, ha demostrat ser un tret al braç per a la indústria cinematogràfica de Kosovo si no és res més."